# Brückenzünder

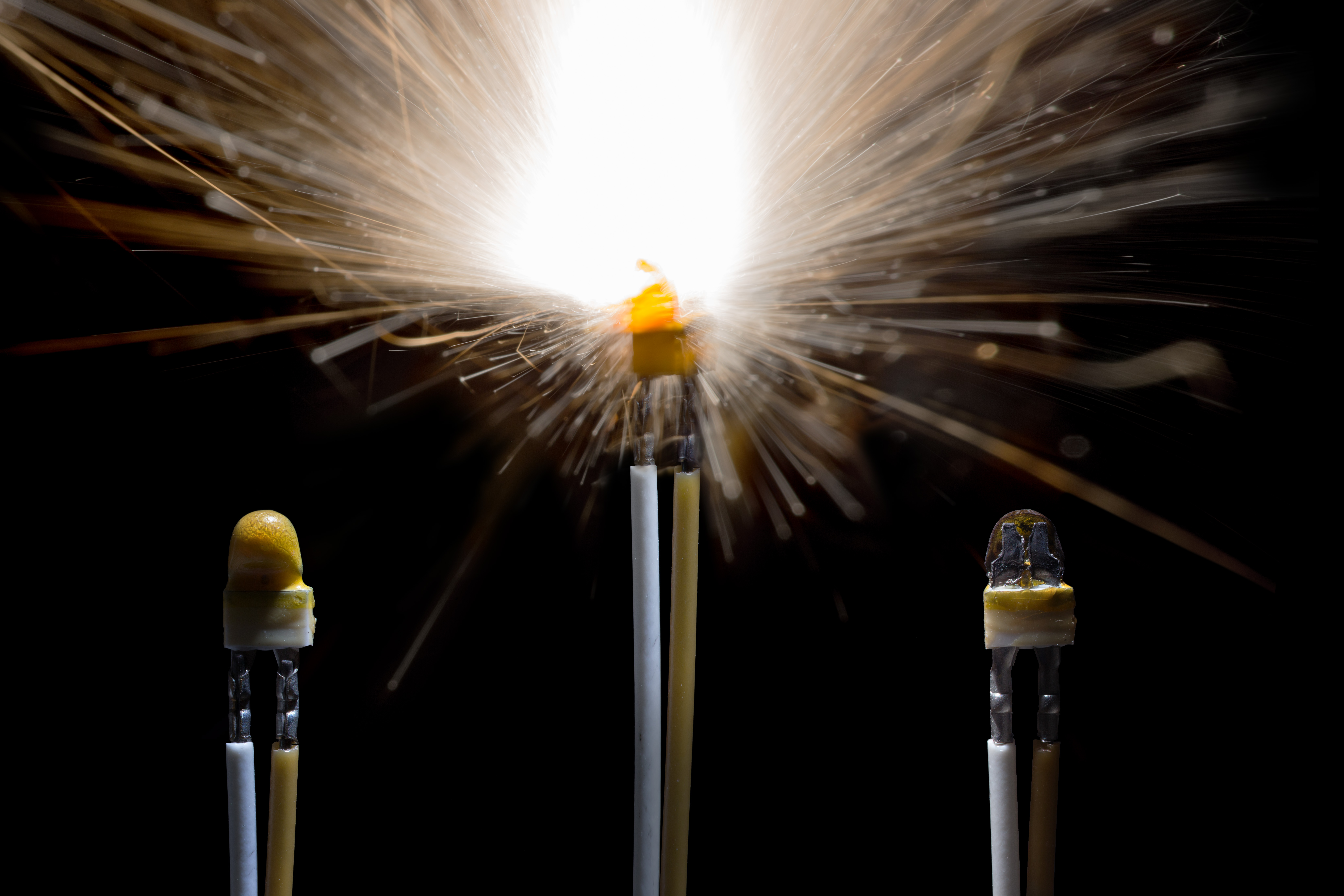
Brückenzünder unberührt, gezündet und abgebrannt

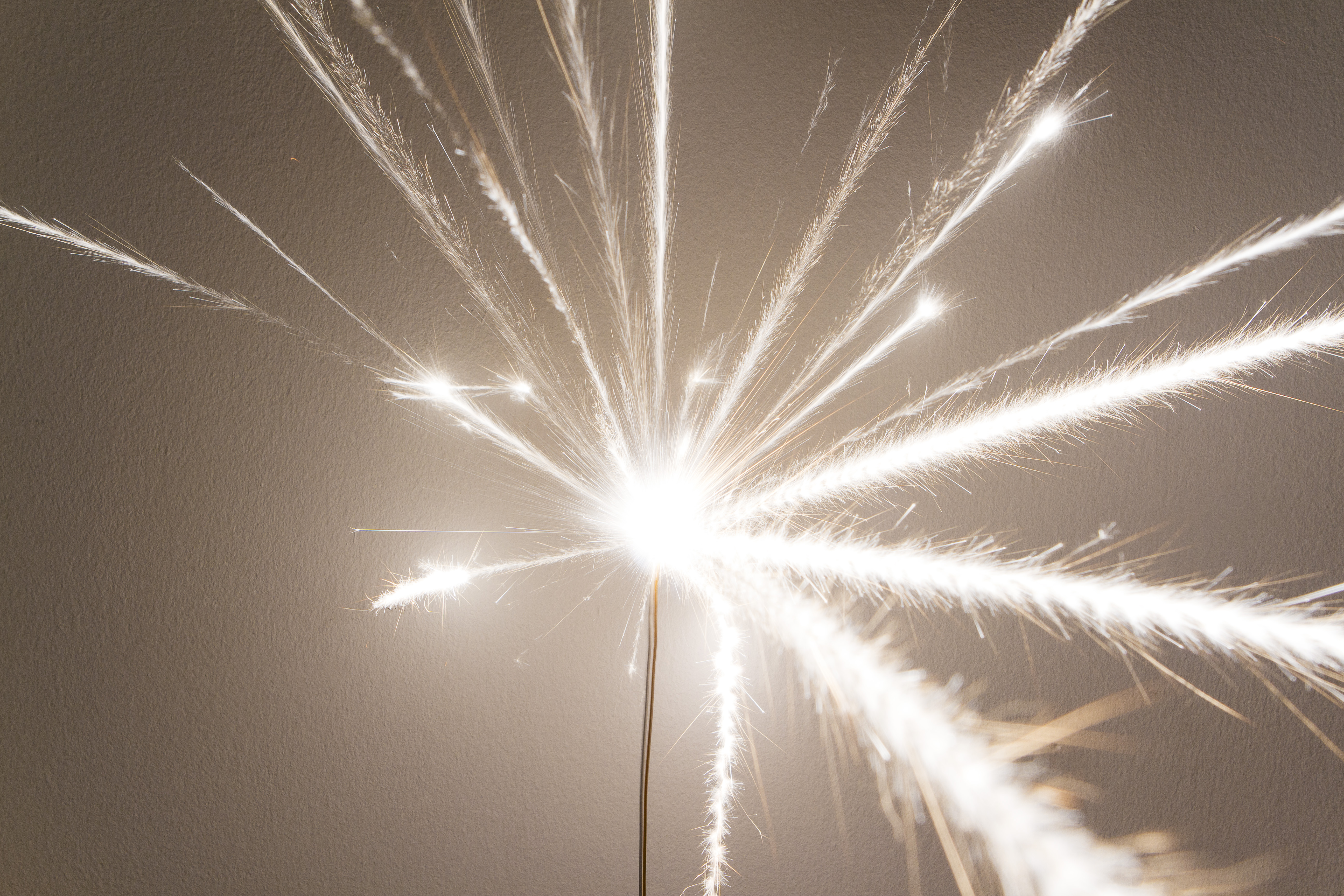
Ausbreitung der Funken beim Zündvorgang

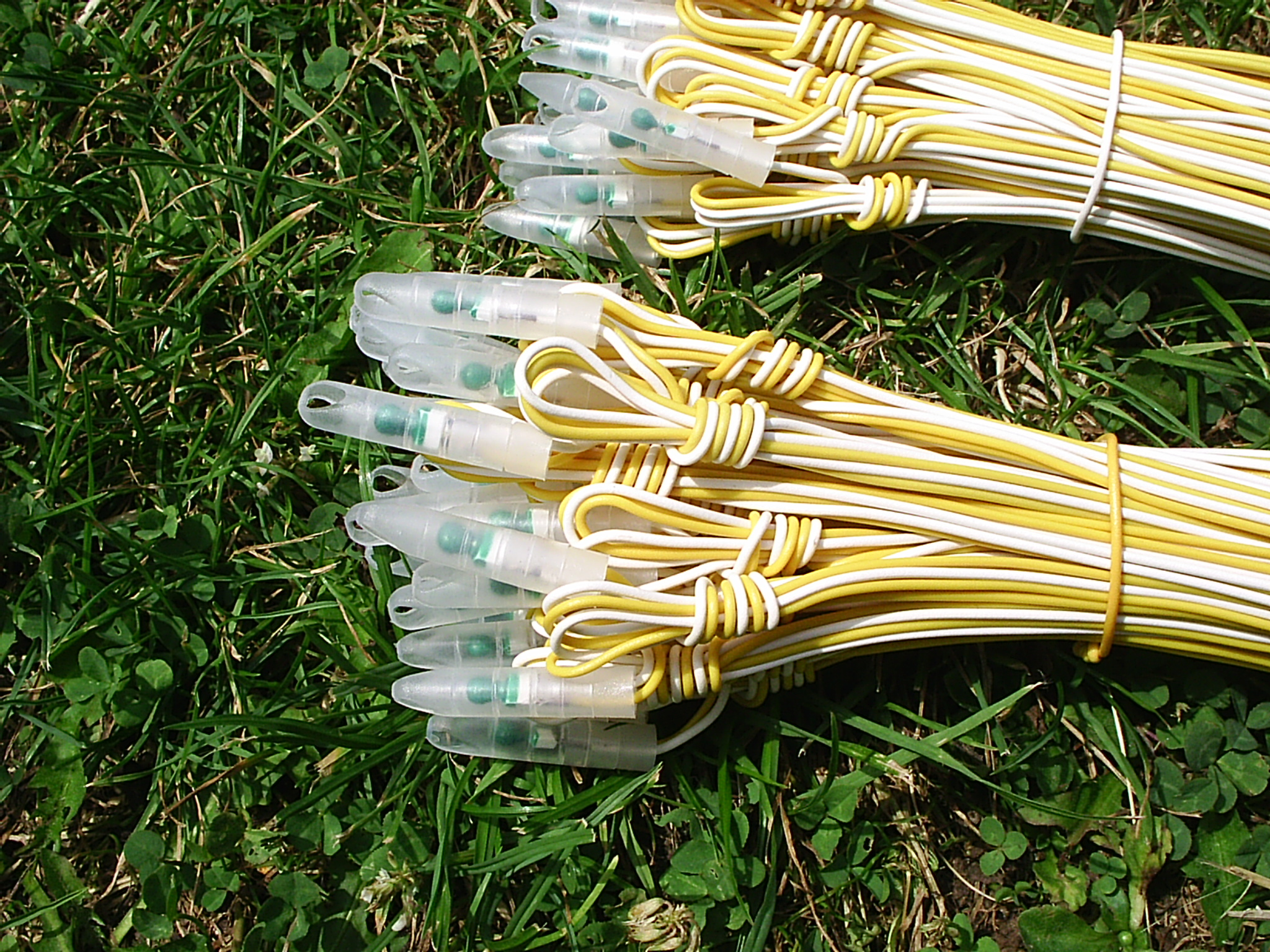
Ca. 100 Brückenzünder

Ein Brückenzünder (ungenau Zündpille, Elektrozünder, Brückenanzünder) ist ein elektrisch gezündetes Anzündmittel für pyrotechnische Stoffe.

## Aufbau
Er besteht im Wesentlichen aus zwei Drähten, die in einer Zündpille zusammengeführt werden. Ein Brückenanzünder ist nicht sprengkräftig. Dies unterscheidet den Brückenanzünder von Sprengzündern.

## Verwendung
Durch das Anlegen einer Spannung und daraus resultierendem Stromfluss durch den Draht wird dieser erhitzt und entzündet seinerseits das Brandmittel und in weiterer Folge den pyrotechnischen Stoff, z. B. eine Zündschnur. Brückenzünder werden verkabelt und mit einer Zündmaschine angesteuert.

## Handelsbeschränkungen
Brückenzünder werden teilweise den Folienzündern zugeordnet. Der Begriff Folienzünder kann sich sowohl auf Brückenzünder als auch auf Slapperzünder beziehen. Folienzünder unterliegen in Deutschland und in der Schweiz der Ausfuhrkontrolle.